# Jan P. Matuszyński
Jan Paweł Matuszyński (Katowice, 23 aprile 1984) è un regista polacco.

## Biografia
Laureatosi in regia cinematografica e televisiva alla scuola di cinema "Krzysztof Kieślowski" di Katowice, Matuszyński ha diretto il suo primo lungometraggio, Ostatnia rodzina, sul pittore Zdzisław Beksiński (interpretato da Andrzej Seweryn) e la sua famiglia, nel 2016. Lavora poi prevalentemente in televisione. Nel 2021 concorre alla 78ª Mostra internazionale d'arte cinematografica di Venezia col film Żeby nie było śladów, sulla morte di Grzegorz Przemyk.

## Filmografia

### Lungometraggi
- Ostatnia rodzina (2016)
- Żeby nie było śladów (2021)